# ایتاماراندیبا
ایتاماراندیبا (به پرتغالی: Itamarandiba) یک منطقهٔ مسکونی در برزیل است که در میناز ژرایس واقع شده‌است. ایتاماراندیبا ۲٬۷۳۶ کیلومتر مربع مساحت و ۳۴٬۹۳۶ نفر جمعیت دارد و ۹۱۰ متر بالاتر از سطح دریا واقع شده‌است.